# پایگاه هوایی العدید
پایگاه هوایی العُدِیْد (به انگلیسی: Al Udeid Air Base) همچنین معروف به فرودگاه ابونَخله، فرودگاهی نظامی در جنوب‌غربی شهر دوحه، قطر است.
این فرودگاه مرکز نیروهای هوایی سنتکام است.

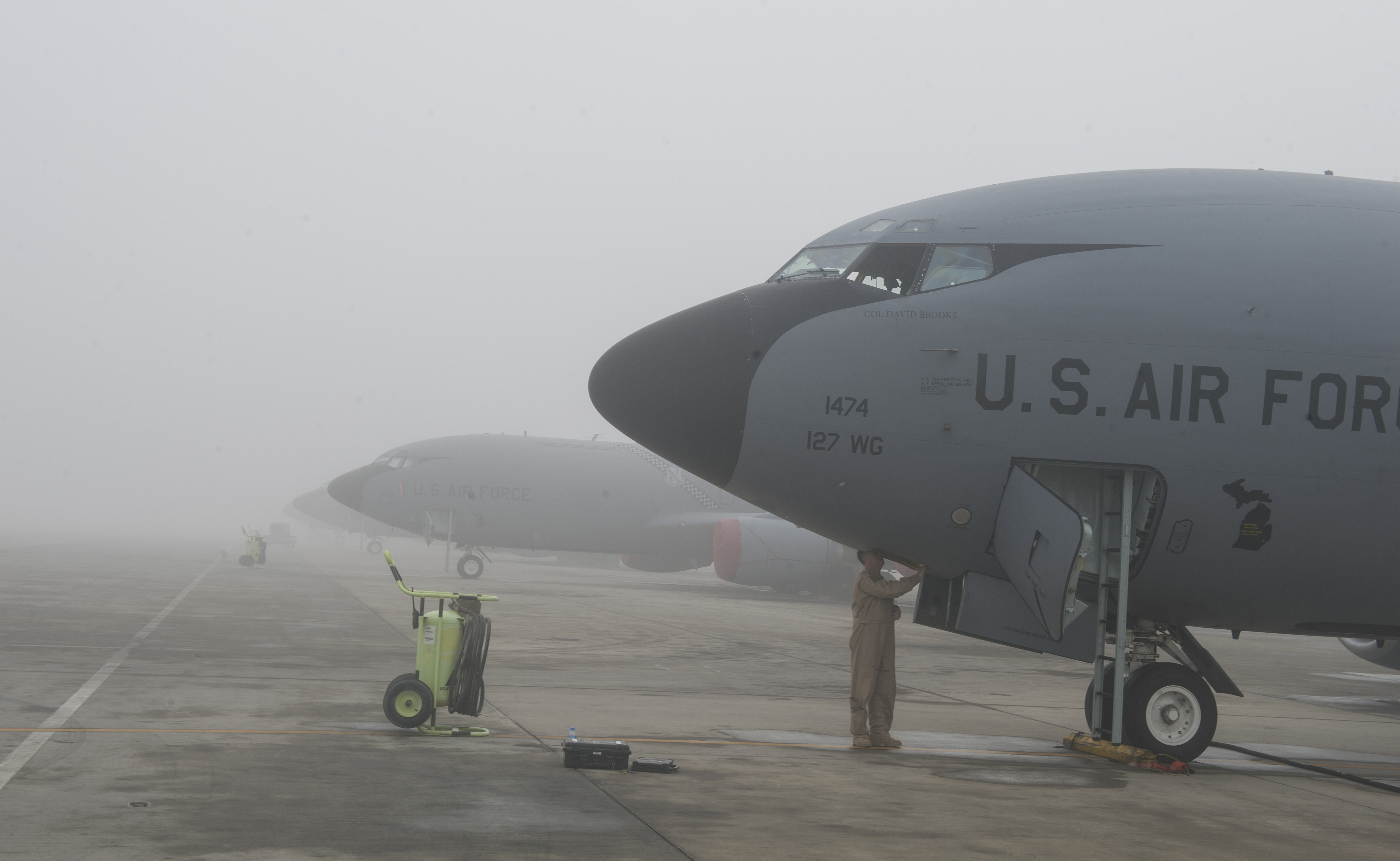
هواپیماهای نیروی هوایی آمریکا مستقر در پایگاه هوایی العدید در سال ۲۰۱۷

پهبادام‌کیو-۹ ریپر (General Atomics MQ-۹ Reaper) که متعلق به ارتش آمریکا می‌باشد ماموریت ترور قاسم سلیمانی را از این پایگاه برعهده داشت.